# Шеннондейл (Західна Вірджинія)
Шеннондейл (англ. Shannondale) — переписна місцевість (CDP) в США, в окрузі Джефферсон штату Західна Вірджинія. Населення — 3487 осіб (2020).

## Географія
Шеннондейл розташований за координатами 39°12′45″ пн. ш. 77°48′38″ зх. д. / 39.21250° пн. ш. 77.81056° зх. д. (39.212602, -77.810685).  За даними Бюро перепису населення США в 2010 році переписна місцевість мала площу 22,65 км², з яких 21,83 км² — суходіл та 0,82 км² — водойми.

## Демографія
Згідно з переписом 2010 року, у переписній місцевості мешкало 3358 осіб у 1337 домогосподарствах у складі 896 родин. Густота населення становила 148 осіб/км².  Було 1551 помешкання (68/км²).
Расовий склад населення:
| - 94,5 % — білих - 1,2 % — чорних або афроамериканців - 0,8 % — азіатів - 0,2 % — корінних американців - 0,1 % — вихідців з тихоокеанських островів |

До двох чи більше рас належало 2,4 %. Частка іспаномовних становила 3,3 % від усіх жителів.
За віковим діапазоном населення розподілялося таким чином: 24,6 % — особи молодші 18 років, 67,8 % — особи у віці 18—64 років, 7,6 % — особи у віці 65 років та старші. Медіана віку мешканця становила 38,1 року. На 100 осіб жіночої статі у переписній місцевості припадало 107,4 чоловіків;  на 100 жінок у віці від 18 років та старших — 107,1 чоловіків також старших 18 років.
Середній дохід на одне домашнє господарство  становив 78 933 долари США (медіана — 69 345), а середній дохід на одну сім'ю — 95 024 долари (медіана — 87 153). Медіана доходів становила 61 894 долари для чоловіків та 39 289 доларів для жінок. За межею бідності перебувало 7,8 % осіб, у тому числі 1,8 % дітей у віці до 18 років та 14,0 % осіб у віці 65 років та старших.
Цивільне працевлаштоване населення становило 1575 осіб. Основні галузі зайнятості: освіта, охорона здоров'я та соціальна допомога — 21,0 %, науковці, спеціалісти, менеджери — 14,4 %, будівництво — 13,1 %.